# Skwer Wolności (Gorzów Wielkopolski)
Skwer Wolności – zieleniec o powierzchni 1,7 ha położony w centrum Gorzowa Wielkopolskiego. Jest ograniczony ulicami: Sikorskiego, Orląt Lwowskich, Kosynierów Gdyńskich, oraz Estkowskiego. Skwer został założony na miejscu dawnego cmentarza z 1729 roku. Na skraju skweru przy styku z ul. Sikorskiego znajduje się pomnik Adama Mickiewicza (od 1957) oraz pomnik Józefa Piłsudskiego.

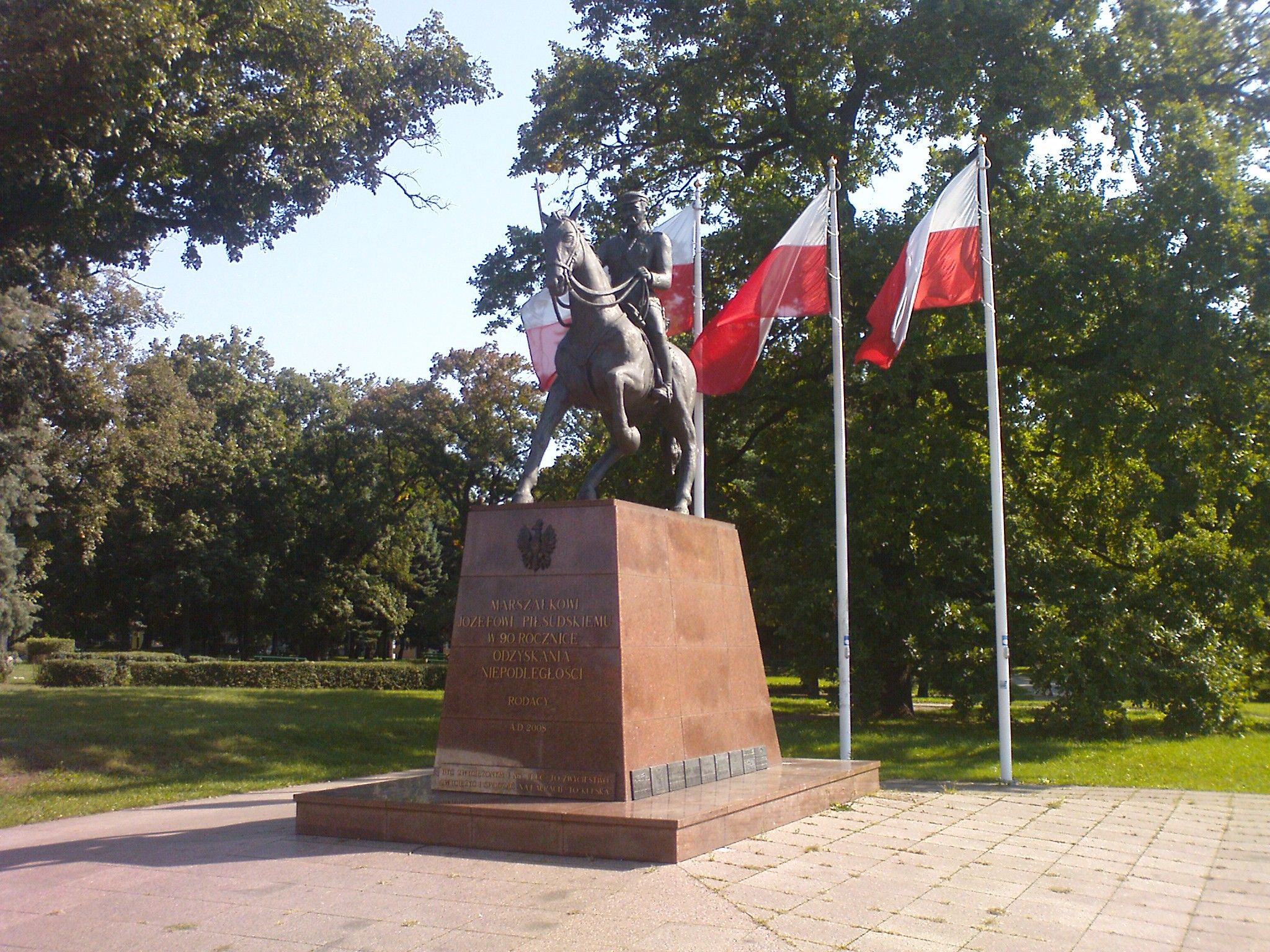
Pomnik Józefa Piłsudskiego